# Forme de Legendre
En mathématiques, les formes de Legendre d'intégrales elliptiques sont un ensemble canonique de trois intégrales elliptiques auxquelles toutes les autres peuvent être réduites[pas clair]. Legendre a choisi le nom d'intégrales elliptiques car le deuxième type donne la longueur d'arc d'une ellipse de demi-grand axe unitaire et d'excentricité {\textstyle k} (l'ellipse étant définie paramétriquement par {\textstyle x={\sqrt {1-k^{2}}}\cos(t)}, {\textstyle y=\sin(t)} ).
Dans les temps modernes, les formes de Legendre ont été largement supplantées par un ensemble canonique alternatif, les formes symétriques de Carlson (en).

## Définition
L'intégrale elliptique incomplète du premier type est définie par :
{\displaystyle F(\phi ,k)=\int _{0}^{\phi }{\frac {1}{\sqrt {1-k^{2}\sin ^{2}(t)}}}\,\mathrm {d} t,}
le deuxième type comme
{\displaystyle E(\phi ,k)=\int _{0}^{\phi }{\sqrt {1-k^{2}\sin ^{2}(t)}}\,\mathrm {d} t,}
et le troisième type comme
{\displaystyle \Pi (\phi ,n,k)=\int _{0}^{\phi }{\frac {1}{(1-n\sin ^{2}(t)){\sqrt {1-k^{2}\sin ^{2}(t)}}}}\,\mathrm {d} t.}
L'argument n d'intégrale du troisième type est connu sous le nom de caractéristique, qui dans différentes conventions de notation peut apparaître comme le premier, le deuxième ou le troisième argument de Π et est en outre parfois défini avec le signe opposé. L'ordre des arguments indiqué ci-dessus est celui de Gradshteyn et Ryzhik ainsi que Numerical Recipes. Le choix du signe est celui d'Abramowitz et Stegun ainsi que de Gradshteyn et Ryzhik, mais correspond au {\displaystyle \Pi (\phi ,-n,k)} de Numerical Recipes.
Les intégrales elliptiques complètes respectives sont obtenues en réglant l'amplitude, {\textstyle \phi }, la limite supérieure des intégrales, à {\textstyle \pi /2}.
La forme de Legendre d'une courbe elliptique est donnée par
{\displaystyle y^{2}=x(x-1)(x-\lambda ).}

## Évaluation numérique
La méthode classique d'évaluation s'effectue au moyen des transformations de Landen. La transformation de Landen descendante diminue le module {\textstyle k} vers zéro, tout en augmentant l'amplitude {\textstyle \phi }. À l’inverse, la transformation ascendante augmente le module vers l’unité, tout en diminuant l’amplitude. Dans l'une ou l'autre limite de {\textstyle k} approchant zéro ou un, l'intégrale est facilement évaluée.
La plupart des auteurs modernes recommandent une évaluation en termes de formes symétriques de Carlson (en), pour lesquelles il existe des algorithmes efficaces, robustes et relativement simples. Cette approche a été adoptée par les bibliothèques Boost C++, la bibliothèque scientifique GNU et Numerical Recipes.

## Voir également
- Forme symétrique de Carlson (en)